# Liste des résolutions du Conseil de sécurité des Nations unies adoptées en 1961
Les résolutions du Conseil de sécurité des Nations unies sont les décisions qui sont votées par le Conseil de sécurité des Nations unies.
Une telle résolution est acceptée si au moins neuf des quinze membres (depuis le 17 décembre 1963, 11 membres avant cette date) votent en sa faveur et si aucun des membres permanents qui sont la Chine, les États-Unis, la France, le Royaume-Uni et l'Union soviétique (la Russie depuis 1991) n'émet de vote contre (qui est désigné couramment comme un veto).

## Résolutions 161 à 170
- Résolution 161 : la question du Congo (adoptée le 21 février 1961).
- Résolution 162 : la question de la Palestine (adoptée le 11 avril 1961).
- Résolution 163 : question relative à l'Angola (adoptée le 22 juin 1961).
- Résolution 164 : plainte de la Tunisie (adoptée le 22 juillet 1961).
- Résolution 165 : admission d'un nouveau membre : Sierra Leone (adoptée le 26 septembre 1961 lors de la 968e séance).
- Résolution 166 : admission d'un nouveau membre : Mongolie (adoptée le 25 octobre 1961).
- Résolution 167 : admission d'un nouveau membre : Mauritanie (adoptée le 25 octobre 1961 lors de la 971e séance).
- Résolution 168 : recommandation concernant la nomination d'un Secrétaire général par intérim (adoptée le 3 novembre 1961).
- Résolution 169 : la question du Congo (adoptée le 24 novembre 1961 lors de la 982e séance).
- Résolution 170 : admission d'un nouveau membre : Tanganyika (adoptée le 14 décembre 1961 lors de la 986e séance).